# Yuan Chao
Yuan Chao (en chino: 袁超; 16 de diciembre de 1974) es un deportista chino que compitió en judo. Ganó una medalla de bronce en el Campeonato Asiático de Judo de 1995 en la categoría de –78 kg.

## Palmarés internacional
| Campeonato Asiático | Campeonato Asiático | Campeonato Asiático | Campeonato Asiático |
| Año                 | Lugar               | Medalla             | Categoría           |
| ------------------- | ------------------- | ------------------- | ------------------- |
| 1995                | Nueva Delhi (India) | Medalla de bronce   | –78 kg              |